# ديف غالاغير
ديف غالاغير (بالإنجليزية: Dave Gallagher)‏ هو لاعب كرة قاعدة أمريكي، ولد في 20 سبتمبر 1960 في ترنتون في الولايات المتحدة.

## وصلات خارجية
- ديف غالاغير على موقع دوري كرة القاعدة الرئيسي (الإنجليزية)
- ديف غالاغير على موقعبيزبول رفرنس.كوم (الدوري الرئيسي) (الإنجليزية)
- ديف غالاغير على موقعبيزبول رفرنس.كوم (الدوري الثانوي) (الإنجليزية)
- ديف غالاغير على موقع إي إس بي إن.كوم (أم.أل.بي) (الإنجليزية)
- ديف غالاغير على موقع مشجعي الرسوم البيانية (الإنجليزية)